# Kjell Samuelsson (ishockeyspelare)
Kjell Samuelsson, född den 18 oktober 1958 i Tingsryd i Tingsås församling, är en svensk före detta ishockeyspelare och för närvarande assisterande tränare i Adirondack Phantoms i American Hockey League.

## Spelarkarriär
Kjell Samuelsson är hockeyfostrad i anrika Tingsryds AIF där han spelade 1976 till 1983 innan han gick till Elitserien och Leksands IF. Där blev det bara två säsonger innan NHL-scouterna upptäckte hans storhet och smått gigantiska räckvidd i rinken. Han blev draftad av New York Rangers år 1984 som nummer 119 och gick över till NHL 1985. Efter en framgångsrik säsong i AHL etablerade han sig som en ordinarie back i New York Rangers. Mest är han förknippad med Philadelphia Flyers (där han spelade större delen av sin NHL-karriär: 1986-1992, 1995-1998) samt Pittsburgh Penguins, med vilka han vann Stanley Cup 1992. Han spelade 1988 i NHL:s All-Star Game. Sin fjortonde och sista NHL-säsong, 1998-1999, inledde han för bottenlaget Tampa Bay Lightning, men han lämnade klubben innan säsongen var slut och gjorde istället sina sista matcher med VEU Feldkirch i Österrike. Sammantaget blev det 813 matcher, 186 poäng (48 mål, 138 assists) och 1225 utvisningsminuter i NHL för Samuelsson.

## Internationell karriär
Samuelsson deltog i två internationella turneringar med Tre Kronor, båda under ett och samma år. 1991 deltog han i VM i ishockey där han från backplats bidrog med fyra poäng på 10 matcher och såg till att Sverige sensationellt blev världsmästare. Samma år deltog han också i Canada Cup med en tredjeplats som resultat. Totalt blev det 40 landskamper. 

## Tränarkarriär
Samuelsson blev anställd som huvudtränare för Philadelphia Phantoms den 23 oktober 2006 och tog över efter Craig Berube som hade blivit assisterande tränare i Philadelphia Flyers. Efter en medioker säsong för laget, som inte lyckades att för andra året i rad, ta sig till AHL-slutspelet, blev Samuelsson placerad som andretränare bakom Craig Berube som åter blev huvudtränare säsongen 2007-2008.

## Privat
Han är far till Mattias Samuelsson som spelar för Buffalo Sabres i NHL.